# Trinathotrema
Trinathotrema is een geslacht in de korstmossen-familie Stictidaceae. De typesoort is Trinathotrema stictideum.

## Soorten
Volgens Index Fungorum telt dit geslacht drie soorten (peildatum december 2023):
| Soortnaam                  | Auteur(s)                         | Publicatiejaar |
| -------------------------- | --------------------------------- | -------------- |
| Trinathotrema hierrense    | Ertz & van den Boom               | 2012           |
| Trinathotrema lumbricoides | (Sipman) Sipman & Aptroot         | 2011           |
| Trinathotrema stictideum   | (Nyl.) Lücking, R. Miranda & Kalb | 2011           |